# Escoles del Patronat Tolrà
Les Escoles del Patronat Tolrà és un edifici del municipi de Castellar del Vallès (Vallès Occidental) que forma part de l'Inventari del Patrimoni Arquitectònic de Catalunya.

## Descripció
L'edifici té una planta irregular,trapezoïdal, essent una de les cares un mur de protecció. L'edifici presenta una distribució i una utilització d'elements decoratius de regust clàssic. L'horitzontalitat de l'edifici es trenca en la part central per una torre que corona la composició. El frontis està organitzat amb una perfecta simetria en la distribució de finestres i portes, les llindes estan decorades amb austers motius florals, els mateixos que es repeteixen a la cornisa. Segueix la línia de la teulada una balconada de pedra. La torre central, sobremunta per una decoració en palmetes, l'ocupen tres fornícules, la central preserva el bust del marit de la donant de l'edifici: Dr. Josep Tolrà.

## Història
Les escoles Tolrà, sufragades per la vídua del que fos metge i industrial Dr. Tolrà van ser bastides per l'arquitecte Emili Sala i Cortés. L'escriptura de compra dels terrenys data del 6-1-1892 i la primera pedra de l'obra fou col·locada el 26-6-1892. L'edifici va ser inaugurat pel bisbe de Barcelona el 3-8-1896